# Олофсон, Гудмар
Гудмар Олофсон (швед. Gudmar Olovson; 1 марта 1936, Буден, Швеция — 17 апреля 2017, Париж, Франция) — шведский и французский скульптор.

## Биография

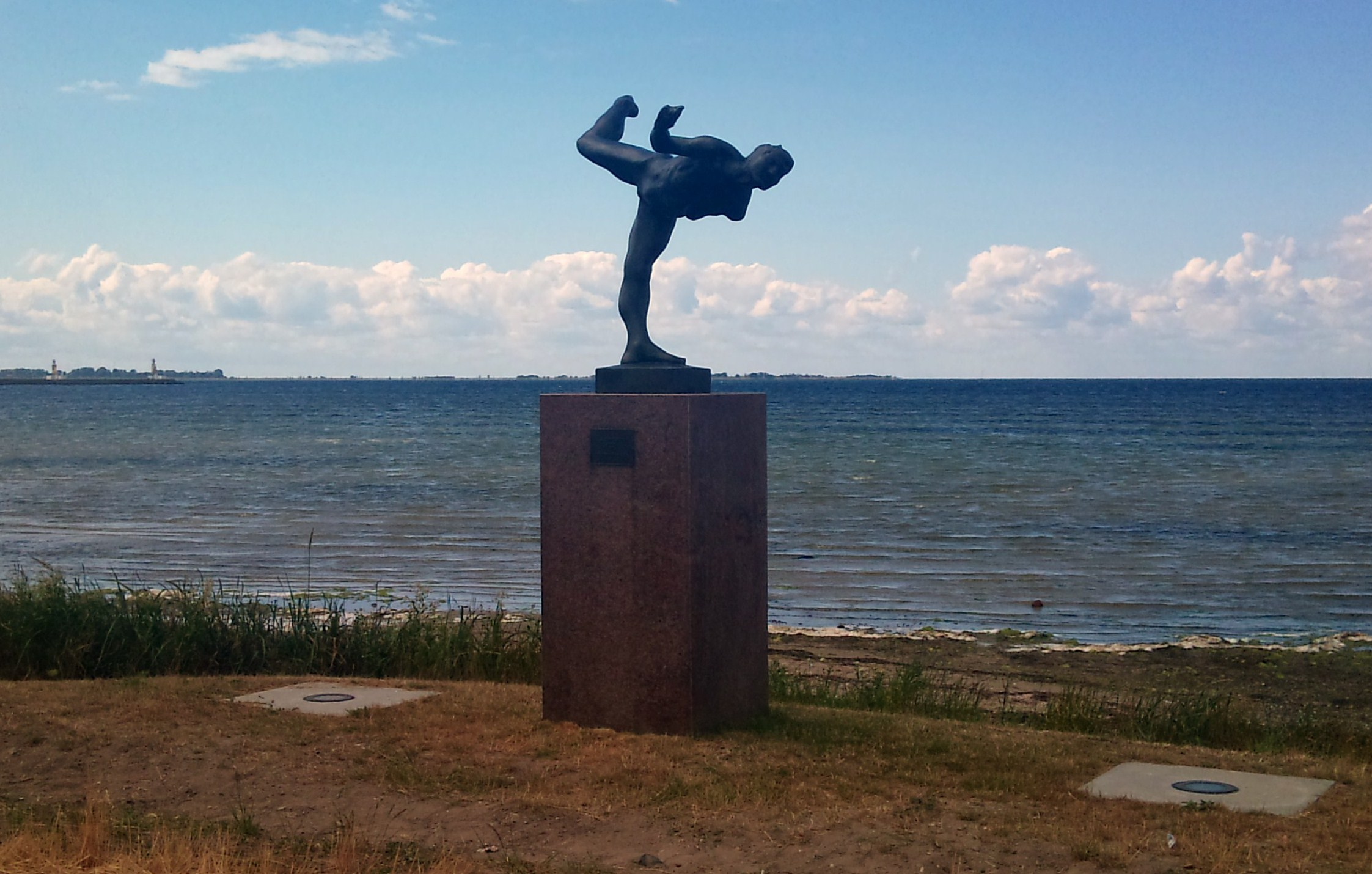
Бегун (1974)

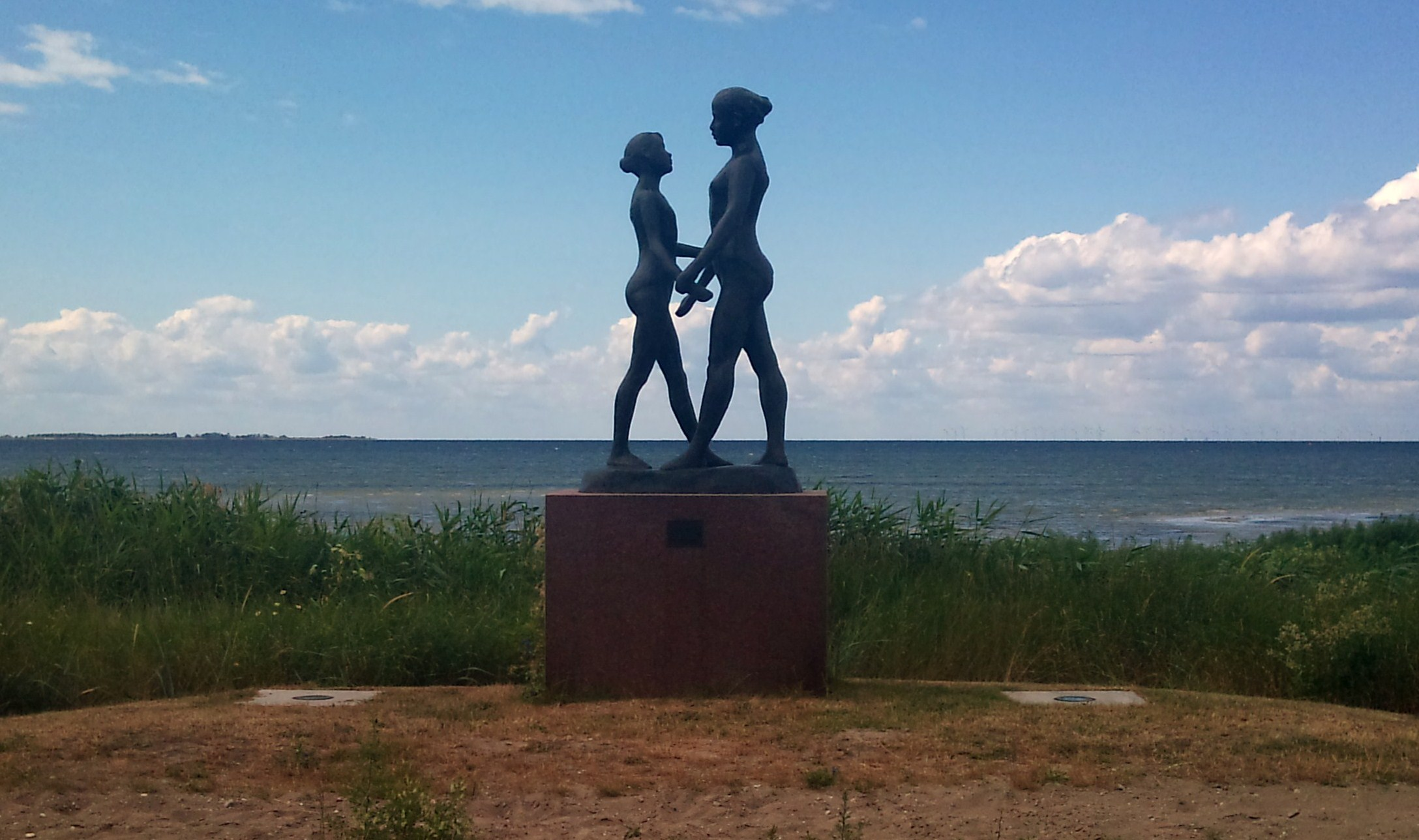
Сёстры (2000)

В 1959 году окончил Стокгольмскую Академию художеств. Его наставниками были Бьёр Хъёльф и Стиг Блумберг. Жил в Париже, где учился у таких мастеров, как Поль Корне и Жан Картон. Олофсон придерживался французской классической техники, особенно портрета.
Некоторые из его работ находятся в Хёльвикенском парке скульптур.